# Véssa
Véssa (Vesa, Vessa) är en ort i Grekland.   Den ligger i prefekturen Chios och regionen Nordegeiska öarna, i den östra delen av landet, 200 km öster om huvudstaden Aten. Véssa ligger 193 meter över havet och antalet invånare är 113. Den ligger på ön Chios.
Terrängen runt Véssa är kuperad. Havet är nära Véssa åt nordväst. Runt Véssa är det ganska tätbefolkat, med 52 invånare per kvadratkilometer. Närmaste större samhälle är Chios, 13,6 km nordost om Véssa. 